# Polycentropus fortispinus
Polycentropus fortispinus är en nattsländeart som beskrevs av Ralph W. Holzenthal och Hamilton 1988. Polycentropus fortispinus ingår i släktet Polycentropus och familjen fångstnätnattsländor. Inga underarter finns listade i Catalogue of Life.